# 萡東村

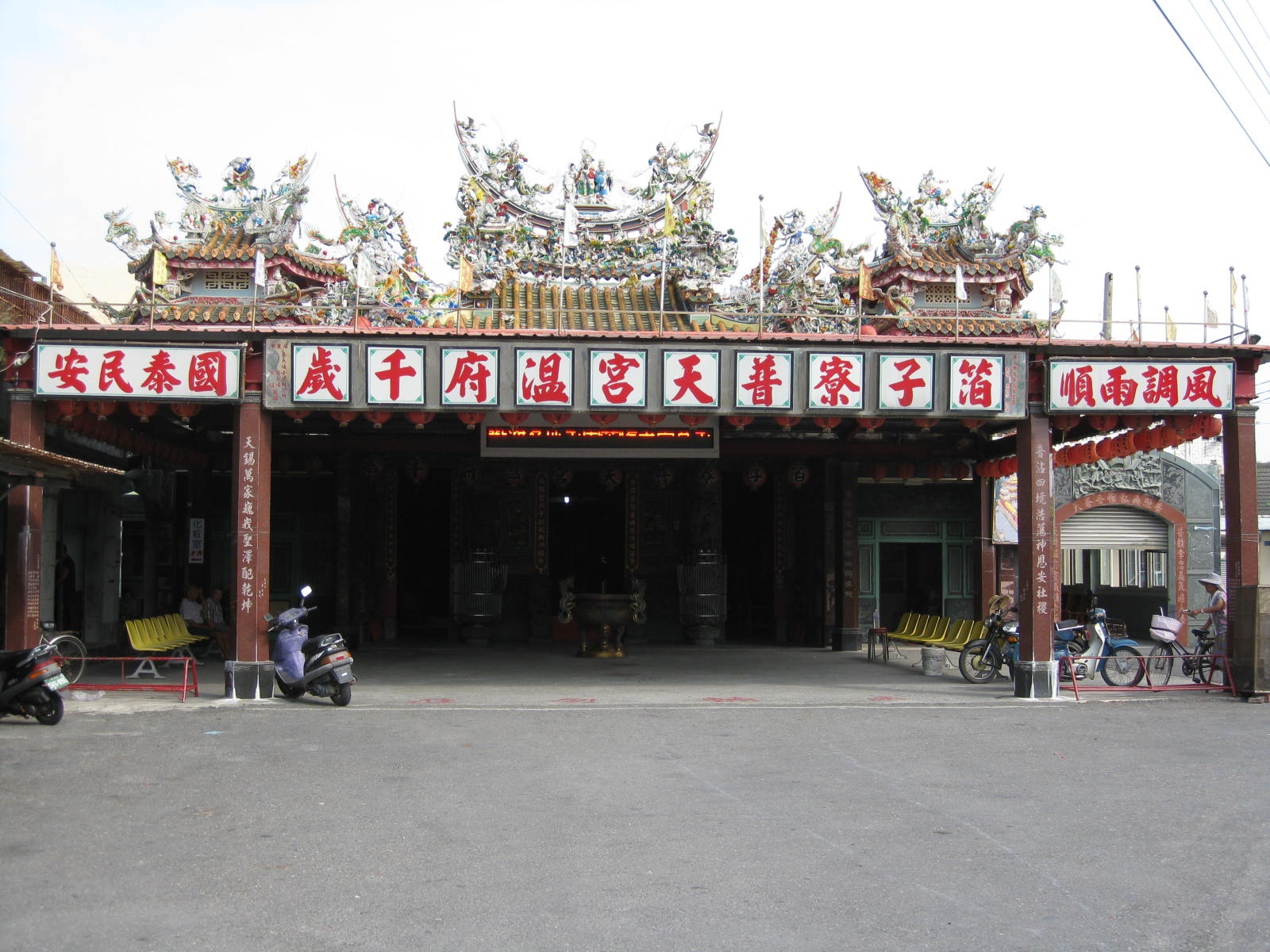
萡子寮普天宮

萡東村為台灣雲林縣之村落，位在四湖鄉西南境，居萡子寮漁港東北方，為今稱「萡子寮」所轄村落之一，另其二村是箔子村、廣溝村，三村行政區皆劃分為四湖鄉，為戰後於1950年進行行政區域調整，原為日治時期之大字，轄屬台南州北港郡四湖庄，更成現今所轄。村境面積4.2平方公里，2021年3月人口413戶1,123人。
根據四湖鄉戶政事務所的人口統計，本村的人口數最高峰曾達2,300人左右，至2005年底人口為419戶1,382人；本村的人口數逐年在減少中。
萡子寮同名聚落，現今存在兩處，在一南一北的位置，分別是口湖鄉蚵寮村下箔子寮，頂萡子寮就是本文所提萡子寮位置。